# Norbert Beier
Norbert Beier (* 28. Juli 1984 in Karl-Marx-Stadt) ist ein ehemaliger deutscher Basketballspieler.

## Werdegang
Beier durchlief die Chemnitzer Nachwuchsschulung und wurde Mitglied der Zweitligamannschaft des BV TU Chemnitz.
Ab 2007 verstärkte er den BC Energie Zwickau in der 1. Regionalliga. 2010 schloss sich Beier den Uni-Riesen Leipzig an, spielte mit der Mannschaft zunächst in der 2. Bundesliga ProB sowie 2012/13 in der 2. Bundesliga ProA. Er war in der zweithöchsten deutschen Spielklasse während dieser Saison in fünf Begegnungen im Einsatz.